# クラスター弾に関する条約
クラスター弾に関する条約（クラスターだんにかんするじょうやく、英: Convention on Cluster Munitions）は、クラスター弾の使用や保有、製造を全面的に禁止する条約。

## 概要
クラスター爆弾禁止条約あるいはオスロ条約とも呼ばれ、2008年12月、オスロにて署名のため開放された。
各国の批准手続きを経て、2010年2月に30カ国が批准し、規定の日数後（6ヶ月後の初日）の2010年8月1日に発効した。
クラスター弾の人道上の懸念に対処するための包括的な条約で、初めてクラスター弾の国際的な定義とその禁止が定められた。
有志国やNGOが主導して制定された兵器禁止の条約としては対人地雷禁止条約に続き世界で2例目。

## 目的
クラスター弾の使用、開発、製造、取得、貯蔵、保持、移譲の禁止。

## 歴史
2007年2月にノルウェー・オスロで「オスロ宣言」が46カ国により採択された。これは、クラスター弾の使用・製造・保有および移動を禁止し、爆弾の廃棄や不発弾の除去、爆弾による被害者の支援のための国際的枠組みを定める条約作りを行うことを宣言したものである。世界約200のNGO連合「クラスター爆弾連合」（Cluster Munitions Coalition、CMC）が主導となり各国に働きかけて条約制定にこぎ着けたこの方式は「オスロ・プロセス」とも呼ばれる。これは対人地雷禁止条約制定時における「オタワ・プロセス」をモデルとしている。
その後、2007年5月にペルー・リマで、12月にオーストリア・ウィーンで会議が行われた。2008年2月22日、ニュージーランド・ウェリントンにおける国際会議で、早期の条約合意などが盛り込まれたウェリントン宣言（the Declaration of the Wellington Conference on Cluster Munitions）が署名された。
同年5月30日、ダブリンで開かれたクラスター爆弾に関する外交会議（Diplomatic Conference for the Adoption of a Convention on Cluster Munition、通称：ダブリン会議）で107カ国によって条約が採択。同年12月にオスロで署名がおこなわれ、94カ国が署名。日本も2009年7月に署名している。
2010年2月16日、国連は、クラスター爆弾の使用をほぼ全面的（製造・保有・使用など）に禁じる条約の批准書をブルキナファソとモルドバから受け取り、批准国数が条約の発効に必要な30カ国に達したと発表した。条約は2010年8月1日に発効した。しかし、主な生産・保有国の米国・中国・ロシア・イスラエル・韓国・北朝鮮などは国防上の理由などのために署名していない。こうしたなか、欧州議会は7月8日、欧州連合加盟国に対し、禁止条約への署名・批准を求める決議を採択した。EUは27ヵ国中、署名は20、批准国はまだ11ヵ国にとどまっている。
2013年9月10日から13日には、日本も参加したザンビアのルサカにおけるクラスター弾に関する条約（CCM）の第4回締約国会議が予定通り開催され、締約国の更なる拡大策が講じられた。同条約発効以降、2013年9月18日時点で、署名国が111カ国、参加国が84カ国にまで拡大した。
2024年7月18日、リトアニア議会は条約からの離脱を承認する法案を可決した。ロシアのウクライナ侵攻を受けての決定で、初の条約離脱国となる。2025年3月に正式に離脱した。

## 加盟国

### ウェリントン宣言の署名国

ウェリントン宣言の署名国

2008年6月1日現在、以下の120カ国がウェリントン宣言に署名している。この署名国が2008年5月のダブリン会議への参加が認められた。ウェリントン会議において署名しなかった国は、署名した日付も示している。
- アイスランド
- アイルランド
- アルジェリア
- アルゼンチン
- アルバニア
- アンゴラ
- イギリス
- イタリア
- インドネシア
- ウガンダ
- ウルグアイ
- エクアドル
- エストニア （5月5日）
- エルサルバドル （5月13日）
- オーストラリア
- オーストリア
- オランダ
- カタール （5月13日）
- ガーナ
- カナダ
- カメルーン （4月17日）
- カンボジア
- ギニア （4月25日）
- ギニアビサウ （4月21日）
- キルギス
- グアテマラ
- クウェート
- クック諸島
- クロアチア
- ケニア
- コスタリカ
- コートジボワール （4月14日）
- コモロ （4月17日）
- コンゴ共和国 （4月7日）
- コンゴ民主共和国
- サモア
- サントメ・プリンシペ （5月9日）
- ザンビア
- サンマリノ （5月12日）
- シエラレオネ
- ジブチ （5月21日）
- ジャマイカ （5月9日）
- スイス
- スウェーデン
- スーダン
- スペイン
- スロバキア
- スロベニア
- エスワティニ （5月22日）
- セーシェル （5月12日）
- セネガル
- セルビア （3月3日）
- ソマリア （5月15日）
- タジキスタン （4月23日）
- タンザニア （3月31日）
- チェコ
- チャド （5月15日）
- チリ
- デンマーク
- ドイツ
- トーゴ （5月9日）
- ドミニカ共和国
- ナイジェリア
- ナウル （3月28日）
- ニウエ
- ニカラグア （4月23日）
- ニジェール （4月29日）
- 日本
- ニュージーランド
- ネパール
- ノルウェー
- バチカン
- パナマ （4月28日）
- バヌアツ
- パプアニューギニア
- パラオ
- パラグアイ
- バーレーン
- ハンガリー
- 東ティモール （5月14日）
- フィジー （3月7日）
- フィリピン
- フィンランド
- フランス
- ブルガリア （3月19日）
- ブルキナファソ （5月7日）
- ブルネイ
- ブルンジ （4月14日）
- ベナン
- ベネズエラ （4月24日）
- ベリーズ
- ペルー
- ベルギー
- ボスニア・ヘルツェゴビナ （3月14日）
- ボツワナ （4月16日）
- ボリビア （5月14日）
- ポルトガル
- ホンジュラス
- 北マケドニア
- マーシャル諸島
- マダガスカル
- マラウイ
- マリ
- マルタ
- マレーシア
- 南アフリカ共和国
- メキシコ
- モザンビーク
- モーリタニア
- モルドバ
- モロッコ
- モンテネグロ
- ラオス
- リトアニア
- リヒテンシュタイン （4月11日）
- リベリア （4月25日）
- ルクセンブルク
- レソト （3月27日）
- レバノン

### 条約の署名国
現在、以下の95カ国が条約に署名している。
- アイスランド
- アイルランド
- アフガニスタン
- アルバニア
- アンゴラ
- イギリス
- イタリア
- インドネシア
- ウガンダ
- ウルグアイ
- エクアドル
- エルサルバドル
- オーストラリア
- オーストリア
- オランダ
- ガーナ
- カナダ
- カーボベルデ
- ガンビア
- ギニア
- グアテマラ
- クック諸島
- クロアチア
- ケニア
- コスタリカ
- コモロ
- コロンビア
- コンゴ共和国
- サモア
- サンマリノ
- シエラレオネ
- サントメ・プリンシペ
- ザンビア
- スイス
- スウェーデン
- スペイン
- スロバキア
- セネガル
- ソマリア
- タンザニア
- チェコ
- チャド
- 中央アフリカ
- チュニジア
- チリ
- デンマーク
- ドイツ
- トーゴ
- ナウル
- ナミビア
- ニカラグア
- ニジェール
- 日本
- ニュージーランド
- ノルウェー
- バチカン
- パナマ
- パラオ
- パラグアイ
- ハンガリー
- フィジー
- フィリピン
- フランス
- ブルガリア
- ブルキナファソ
- ブルネイ
- ブルンジ
- ベナン
- ペルー
- ベルギー
- ボスニア・ヘルツェゴビナ
- ボツワナ
- ボリビア
- ポルトガル
- ホンジュラス
- 北マケドニア
- マダガスカル
- マラウイ
- マリ
- マルタ
- 南アフリカ共和国
- メキシコ
- モザンビーク
- モナコ
- モルドバ
- モンテネグロ
- ラオス
- リトアニア
- リヒテンシュタイン
- リベリア
- ルクセンブルク
- ルワンダ
- レソト
- レバノン

### 条約の批准国
2010年2月17日現在、30/30カ国が条約に批准（加盟）している。
- アルバニア
- アイルランド
- ウルグアイ
- オーストリア
- クロアチア
- ザンビア
- サンマリノ
- シエラレオネ
- スペイン
- スロベニア
- デンマーク
- ドイツ
- ニカラグア
- 日本
- ニジェール
- ニュージーランド
- ノルウェー
- バチカン
- フランス
- ブルキナファソ
- ブルンジ
- ベルギー
- 北マケドニア
- マラウイ
- マルタ
- メキシコ
- モルドバ
- モンテネグロ
- ラオス
- ルクセンブルク

## 日本の対応
- 2008年12月2日：条約署名前日にプレスリリースを発表[11]。
- 2008年12月3日：条約署名式で即日署名[12]。
- 2009年3月6日：批准法案を閣議決定、衆議院へ提出[13]。
- 2009年3月10日：施行法を閣議決定、衆議院へ提出[14]。
- 2009年5月8日：条約批准法案が衆院外務委員会で全会一致で可決[15]。
- 2009年5月12日：同法案が衆院本会議で全会一致で可決[16]。
- 2009年6月9日：同法案が参院外交防衛委員会で全会一致で可決[17]。
- 2009年6月10日：同法案が参院本会議で全会一致で可決、国会での承認手続きが完了[18]。

## 主な内容
この条約では、「クラスター弾」の定義を定め、この定義を満たさないものを除く全てのクラスター弾について、締約国は一連の規定の行為が一切禁じられることに合意する。また締約国は、本条の定義を満たす全てのクラスター弾について以下の行動を実施することを締約する内容となっている。

### （第1条）禁止される行為
- クラスター弾の使用
- クラスター弾の開発、製造あるいは取得、貯蔵、間接的・直接的に拠らない移譲
- 条約が禁止するあらゆる行為についての他の締約国に対する支援、奨励、誘導

### （第2条）禁止対象の定義
- 「それぞれが20キログラムを超えない爆発性子弾を散布または放出するよう設計された通常弾で、それらの爆発性子弾が含まれるもの」（第2条2項）[19]

### （第2条）禁止対象外の定義
- 「周囲に対する無差別的な影響ならびに不発弾による危険性を回避するために次の全ての特性を備える弾薬」（第2条2項(c)） [20]

1. 10個未満の爆発性子弾しか含まない。
2. それぞれの爆発性子弾の重量が4キロ以上である。
3. 単一の目標を察知して攻撃できるよう設計されている。
4. 電気式の自己破壊装置を備えている。
5. 電気式の自己不活性機能を備えている。

### （第3条）貯蔵弾の廃棄
- 「締約国は、可能な限り速やかに、若しくは自国について本条約発効後8年以内に、本条第1項に定めるクラスター弾の廃棄を実施するか、若しくは廃棄することを保証しなければならない」[21]

### （第4条）不発弾の除去
- 「締約国は、自国の管轄・管理下にある地域の不発弾を除去及び廃棄を実施するか、あるいは除去及び廃棄することを保証しなければならない」[22]
  - 可能な限り速やかに、若しくは10年以内に除去及び廃棄しなければならない。[23]
  - 締約国が10年間で除去及び廃棄を完了できないと判断した場合、当該国は締約国会議又は検討会議において5年間の延長を申請することが可能[24]

### （第5条）犠牲者の支援
- 「締約国は、自国の管轄・管理下の犠牲者に対し、国際人道法及び人権法の諸規定に従い、医療措置、リハビリ、精神衛生上の援助等の実施とともに、社会復帰や経済復帰を支援しなければならない」[25]
  - 直接の犠牲者だけでなくその家族及び地域社会も犠牲者に包含[26]

### （第6条）国際協力・援助
- 「締約国は、本条約の義務を履行するにあたり援助を要請する権利を有する」[27]
  - クラスター弾による影響を受けた国に対し他の締約国は可能な限り技術的、物質的、経済的援助を提供する義務を負う[28]

### （第21条）非締約国との関係
各締約国は、非締約国に対し次の義務を負う。
- 条約の締結を奨励する[29]。
- クラスター弾を使用しないよう勧奨するよう最善の努力を払う[30]。
- 締約国に対し禁止される活動に従事する非締約国と供に軍事的協力及び軍事行動に従事することができる。ただし、締約国については、クラスター弾の扱いについて次の行動は認められないものとする[31]。

1. 開発、生産若しくは取得
2. 締約国自身による貯蔵若しくは移譲
3. 締約国自身による使用
4. 弾薬類の選択が締約国の管理下にある場合の使用の明示的な要請

## 今後の課題
この条約は94カ国によって署名されたが、米国、ロシア、中国といった大国が参加していないなど課題も多い。しかし約100カ国の署名という国際世論によって、非加盟国による使用がより非難されやすいものになっているという指摘がある。実際シリア内戦、ウクライナ戦争においてロシアはクラスター弾を使用した事で使用相手国も非締約国であったものの国際世論の批判を浴びている。
また、アメリカなどの非加盟国が、新型爆弾の保有・使用を容認する内容の新たな条約を締結するよう、参加国を含めた各国に働き掛けていることが判明しており、オスロ条約を骨抜きにし空洞化するものであるとして、批判を呼んでいる。